# Soulèvement du 18 mars 1871
Vous lisez un « bon article » labellisé en 2025.
Le soulèvement du 18 mars 1871 est la révolte d'une partie des gardes nationaux et de la population parisienne en réaction à la décision du gouvernement d'Adolphe Thiers de reprendre les canons acquis par les Parisiens pendant le siège de la ville par les Prussiens. Il marque le début de la Commune de Paris, la plus importante des communes insurrectionnelles de 1870-1871 qui s'achève par les massacres de la Semaine sanglante du 21 au 28 mai 1871.
L'opération militaire est déclenchée avant même le lever du jour mais une partie des troupes de l'armée régulière, surprises de la réaction hostile des habitants, fraternise avec la foule. Le général Lecomte est arrêté et exécuté en fin de journée à Montmartre, en même temps que le général Clément-Thomas, pourtant en civil. Entre-temps, les Fédérés prennent le contrôle des principaux lieux de la ville.
Pour de nombreux historiens, l'échec de l'opération, mal préparée ou retardée, souligne l'incapacité d'Adolphe Thiers à rétablir l'ordre dans la capitale. Le gouvernement et les troupes qui lui sont restées fidèles se replient à Versailles, abandonnant Paris aux insurgés. Le Comité central de la Garde nationale investit l'Hôtel de Ville et s'empare de l'administration municipale.

## Les causes du soulèvement
« Enfermer dans Paris cent mille hommes indisciplinés et démoralisés par leurs défaites, en ces jours de famine qui vont précéder le ravitaillement, n'est-ce pas enfermer la rébellion, l'émeute, le pillage ? »

— Edmond de Goncourt, Journal, 30 janvier 1871

### Siège et capitulation de Paris

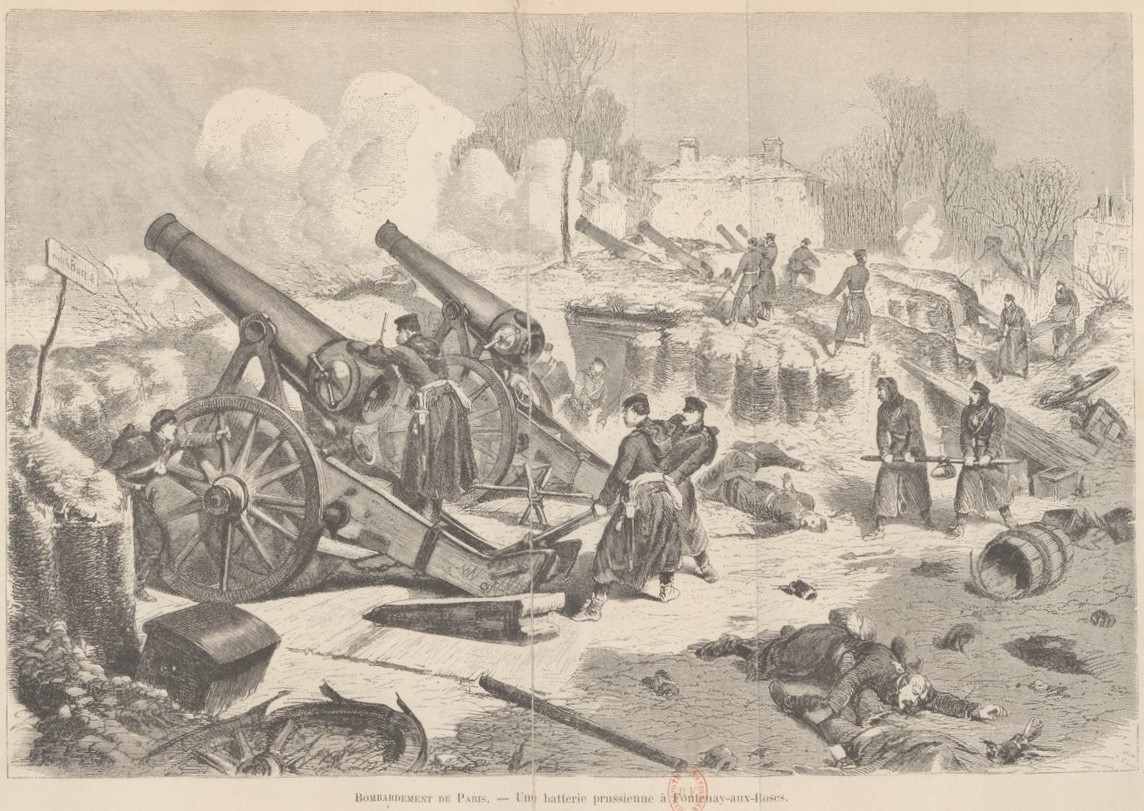
Bombardement de Paris par l'artillerie allemande lors du siège de la capitale.

Le 19 juillet 1870, la France déclare la guerre à la Prusse. Dès le début du mois d'août, les défaites s'enchaînent et la situation est désastreuse pour l'armée française. Après la capitulation de Napoléon III à Sedan, les députés parisiens proclament la République le 4 septembre mais la guerre se poursuit et Paris est assiégé dès le 19 septembre. Le gouvernement de la Défense nationale ne parvient pas à rétablir la situation militaire et se résout à signer l'armistice le 28 janvier 1871.
Frappée de stupeur, la population parisienne, qui a subi les souffrances du siège, le froid de l'hiver et les bombardements prussiens, est gagnée par le ressentiment. L'Assemblée réfugiée à Bordeaux et issue des élections législatives du 8 février, majoritairement monarchiste et réactionnaire, renforce l'amertume des Parisiens. Nombreux sont ceux qui se sentent abandonnés voire trahis par une France rurale « qui ne songe plus qu'à la paix et n'a pas le moindre égard pour les sacrifices qu'ils ont consentis », comme le souligne l'historien Michel Cordillot. L'opposition est totale : sur les 43 sièges à pourvoir dans la capitale, les Parisiens désignent 36 républicains qui ne peuvent empêcher l'Assemblée de ratifier le traité de paix le 26 février. La convention d'armistice, qui prévoit l'occupation partielle de la ville, exaspère d'autant plus la population que les Prussiens n'avaient pu la soumettre militairement.

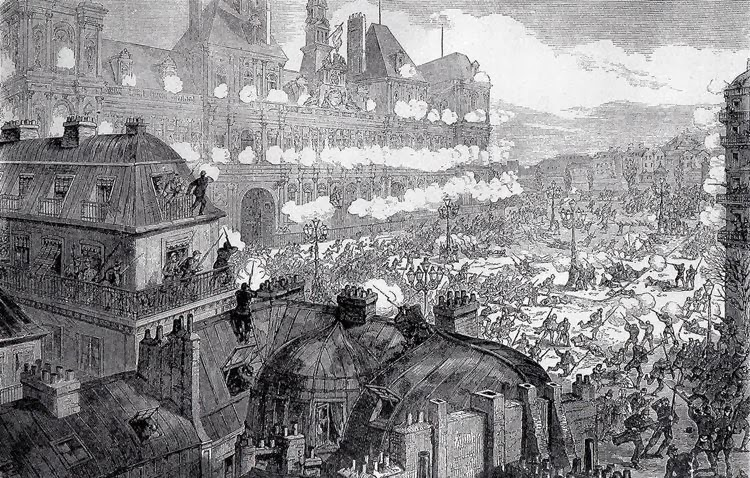
Soulèvement du 22 janvier 1871 devant l'hôtel de ville de Paris.

Pendant le siège, des éléments de la Garde nationale ont déjà manifesté leur mécontentement à propos de la conduite des opérations et leur méfiance vis-à-vis du gouvernement notamment lors des journées du 31 octobre et du 22 janvier. Le 15 février, le général Clément-Thomas, exaspéré par l'indiscipline de ses troupes, démissionne de son commandement, alors que la Fédération de la Garde nationale se met progressivement en place. Le 24 février, pour l'anniversaire de la révolution de 1848, une centaine de bataillons en armes défilent autour de la colonne de Juillet pour manifester leur attachement à la République. L'autorité du gouvernement est plus que jamais remise en cause et les troupes de l'armée régulière se retirent progressivement des quartiers populaires.

### L'Assemblée contre Paris

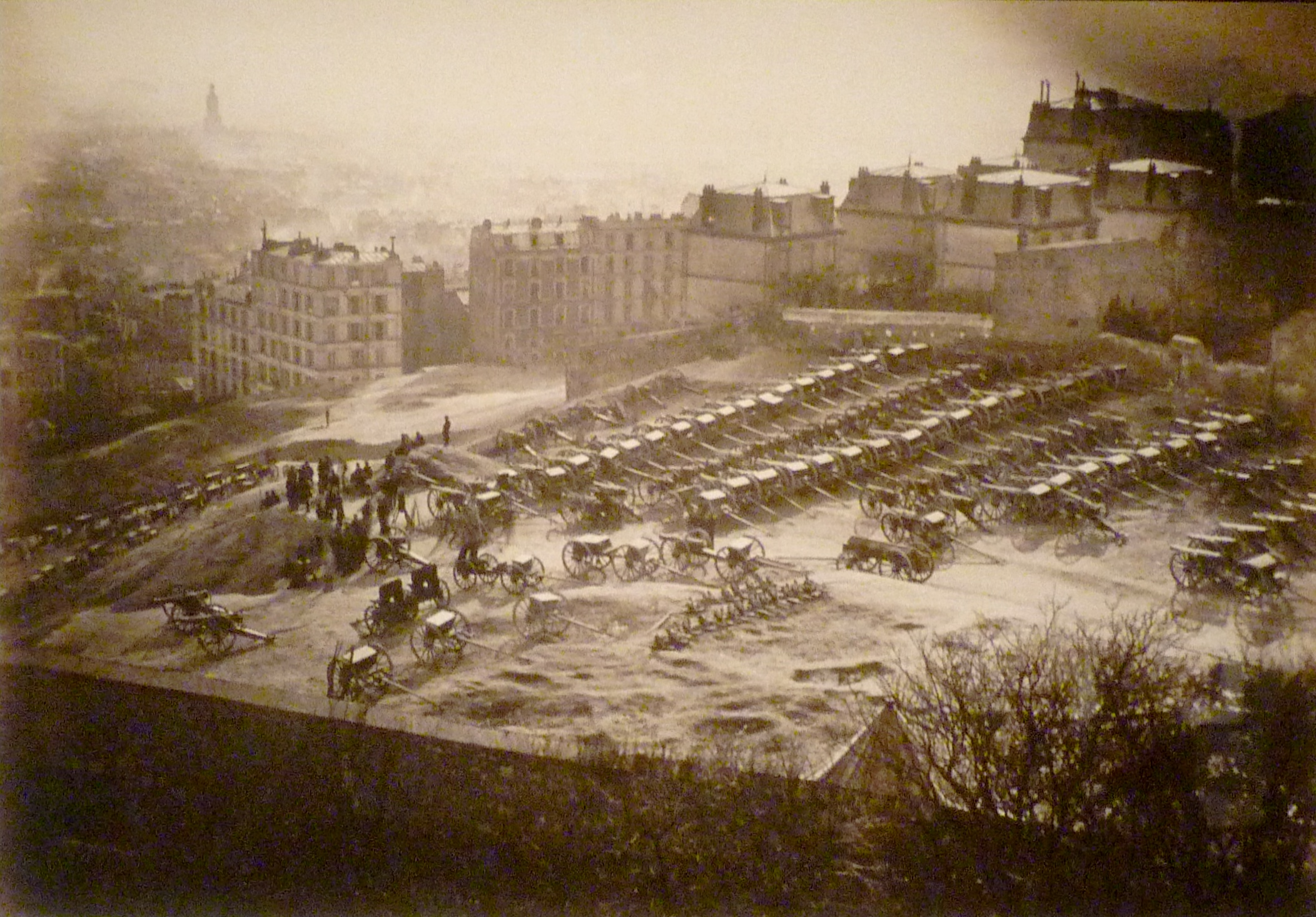
Les canons de la Garde nationale sur la butte Montmartre, en mars 1871.

Le 1er mars, conformément aux dispositions de l'armistice, les Prussiens entrent dans Paris et l'affrontement est évité de justesse par la mise en place d'un cordon sanitaire autour des beaux quartiers à l'initiative du Comité central républicain des Vingt arrondissements. La Garde nationale s'équipe en vidant les arsenaux et regroupe les canons qu'elle détient sur les hauteurs de la ville, de Montmartre à Belleville, mais également sur la place des Vosges.
La nomination à sa tête du général d'Aurelle de Paladines le 6 mars est perçue comme une nouvelle provocation, et le 10 mars, l'Assemblée vote deux mesures ressenties comme une humiliation par les Parisiens : la première prive une bonne partie des gardes nationaux de leurs ressources, en ne réservant la solde qu'aux seuls pouvant prouver leur indigence, la deuxième concerne le règlement immédiat des échéances commerciales, ce qui risque d'entraîner la faillite de milliers de commerçants et artisans. L'Assemblée choisit par ailleurs de s'installer à Versailles, « décapitalisant ainsi Paris au profit de la ville des rois » selon l'expression de Jacques Rougerie,. Toutes ces mesures entraînent la radicalisation des éléments les plus modérés cependant que la Fédération de la Garde nationale s'organise.

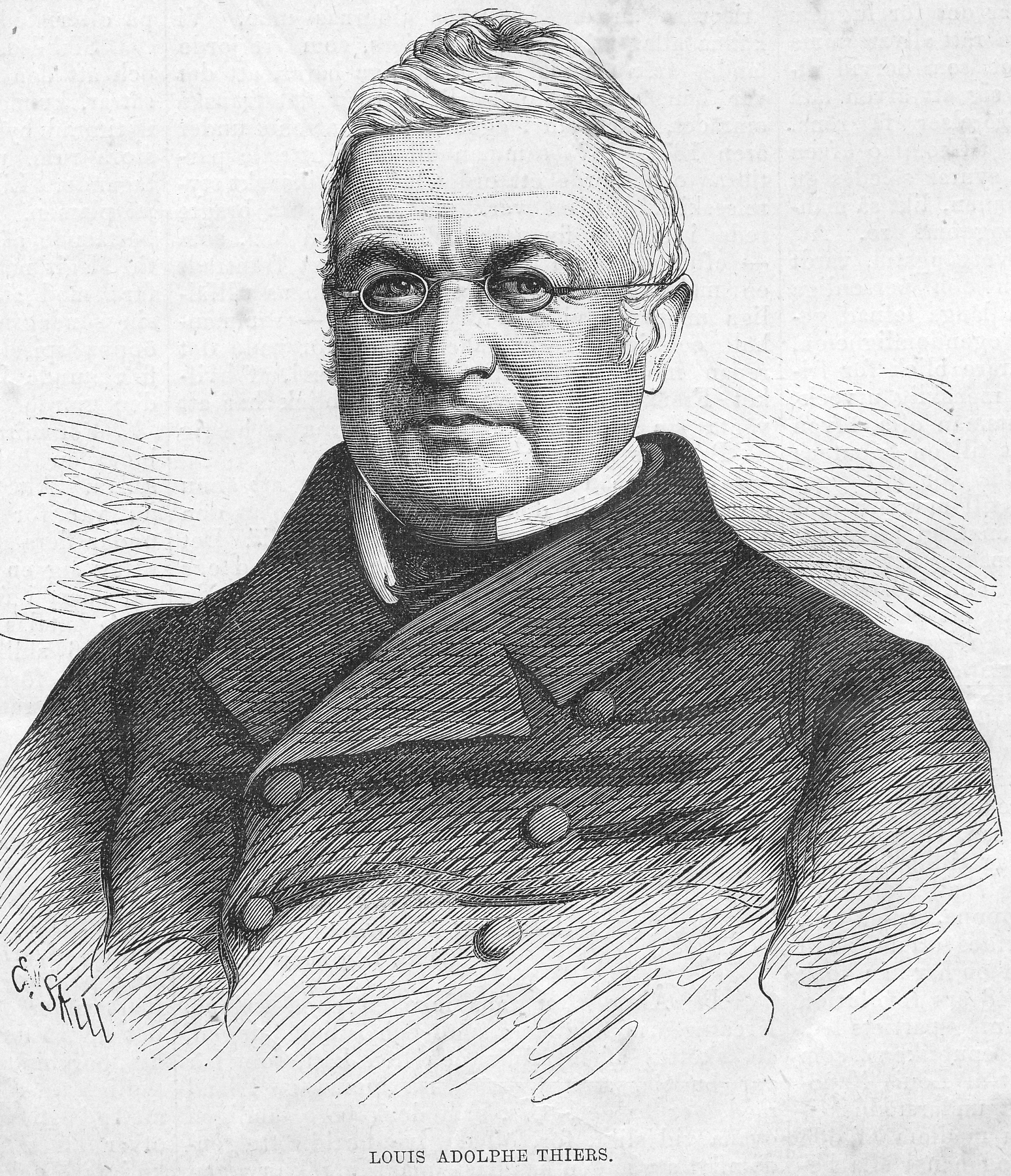
Adolphe Thiers, chef du pouvoir exécutif depuis le 17 février 1871, veut rétablir l'ordre à Paris.

Le gouvernement désormais installé à Versailles perçoit la colère des Parisiens et le général Vinoy, gouverneur de Paris, multiplie les mesures répressives (interdiction des réunions, suspension de journaux républicains) qui restent sans effet. Le maire du 18e arrondissement, Georges Clemenceau, agit en médiateur mais les annonces du 10 mars font échouer les négociations. Adolphe Thiers s'installe à Paris le 13 mars pour reprendre la main. Dans le même temps, la Fédération, qui a reçu l'adhésion de 215 bataillons sur 242 dont la garde de banlieue, adopte ses statuts définitifs et se dote d'un Comité central le 15 mars,. Délégué du Comité des Vingt arrondissements, Charles Beslay relate dans ses Souvenirs l'état d'excitation qui gagne la population parisienne à l'aube de l'insurrection : « Poussé à bout par une série d’événements formidables, [Paris] ressemblait à un canon que l'on a chargé jusqu'à la gueule et que les mains imprudentes du gouvernement ont fait partir ».

## Déroulement

### Préparatifs
Adolphe Thiers et son gouvernement sont déterminés à rétablir l'ordre à Paris avant que l'Assemblée nationale ne commence à siéger à Versailles le 20 mars. Plusieurs arrondissements du Nord et de l'Est de la capitale sont en effet en état de rébellion depuis qu'ils ont été abandonnés par les troupes régulières et passés sous le contrôle des Fédérés. Ainsi le bataillon du blanquiste Émile Eudes s'est-il rendu maître de Belleville dès le 27 février, entraînant d'autres replis. Le 17 mars au soir, Adolphe Thiers réunit les membres du gouvernement et les chefs militaires pour élaborer le plan d'une offensive dont le but est de reprendre les canons conservés par les Fédérés tout en arrêtant les principaux meneurs du mouvement. Dans le même temps, il fait imprimer une affiche qui doit être placardée le lendemain matin dans la ville pour appeler les Parisiens à le soutenir,.
Environ 15 000 hommes doivent être mobilisés. Les 4 000 soldats de la division du général Susbielle ont pour objectif de s'emparer des canons à Montmartre tandis que la division du général Faron, forte de 6 000 hommes, doit faire de même aux Buttes-Chaumont et à Belleville, quartiers populaires entièrement acquis aux Fédérés. La division du général Maud'huy doit s'installer à la Bastille, tenir le faubourg Saint-Antoine et les ponts de la Seine pour isoler la rive gauche,. Adolphe Thiers néglige ainsi les quartiers sud de la ville, qu'il juge trop éloignés du théâtre principal des opérations, quand bien même le 13e arrondissement est tombé lui aussi, depuis le 3 mars, sous le contrôle des Fédérés.

### Matinée

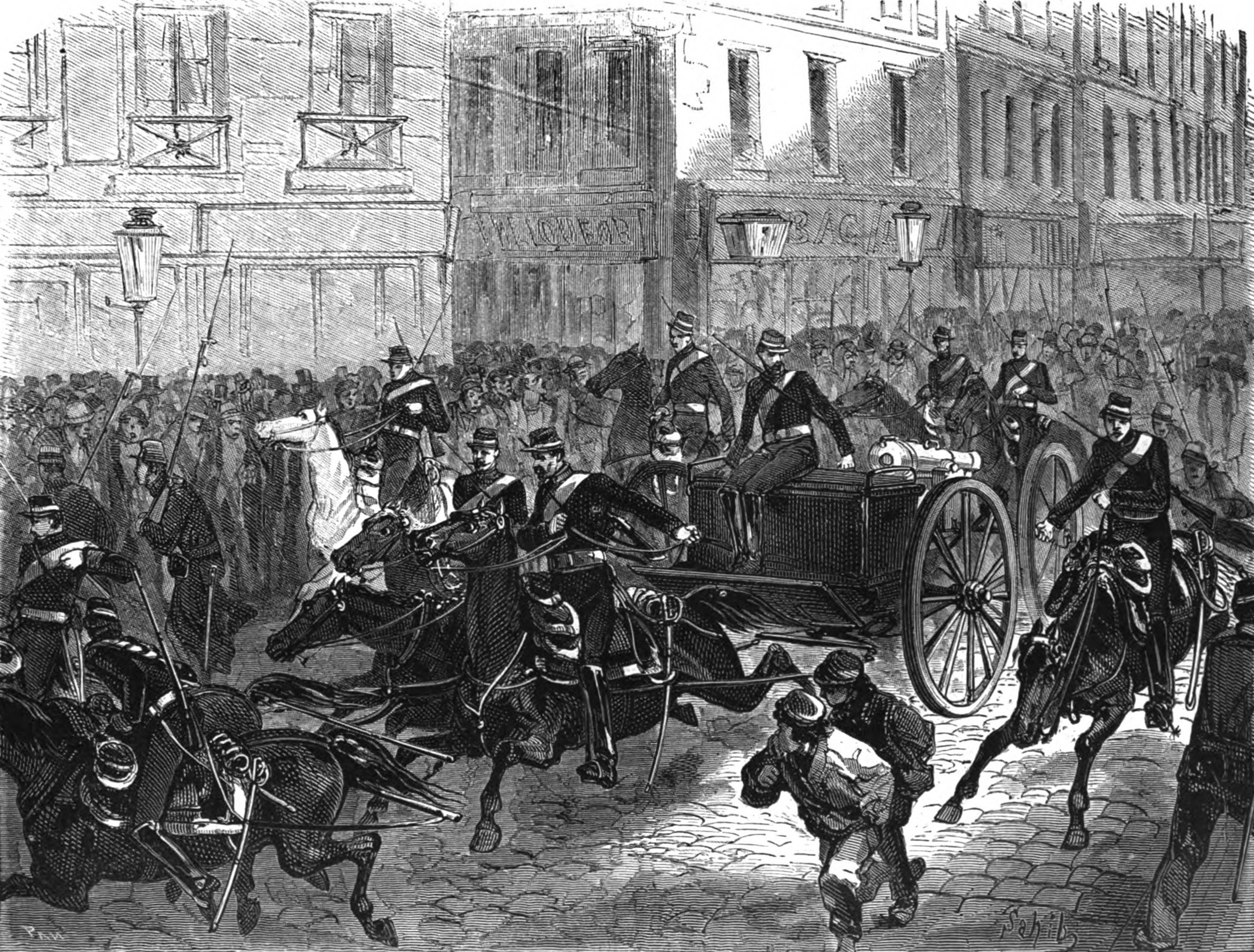
Les troupes envoyées par Adolphe Thiers s'emparent des canons de la butte Montmartre.

Le 18 mars, vers 3 h du matin, les soldats se mettent en marche vers leurs objectifs qui sont atteints avant 6 h, mais les chevaux et attelages prévus sont en retard et le retrait des premiers canons prend du retard,. À Montmartre, Germain Turpin, l'un des gardes en faction près du parc d'artillerie, est grièvement blessé, cependant que le poste des gardes nationaux de la rue des Rosiers est la cible de tirs,,. La population qui se réveille, et notamment de nombreuses femmes, se rassemble autour des parcs où sont groupés les canons et se fait de plus en plus pressante autour des soldats qui se retrouvent bientôt pris au piège dans ce quartier aux rues étroites. Rue Lepic, les habitants préservent les canons en coupant les traits des chevaux.
Le général Lecomte donne l'ordre de tirer sur la foule mais les 250 soldats du 88e régiment de marche qu'il commande mettent la crosse en l'air et fraternisent avec la population. Entre-temps, le Comité de vigilance de Montmartre donne l'alerte et six bataillons de la Garde nationale prennent les armes pour ériger la butte en forteresse. Arrêté, le général est contraint de signer l'ordre d'évacuation de la butte et conduit au Château-Rouge, le quartier général des bataillons montmartrois, où il est fait prisonnier,.
Le même scénario se déroule ailleurs dans Paris : à Belleville, le général Faron se replie précipitamment tandis que des barricades sont dressées dans le 11e arrondissement et le faubourg Saint-Antoine. Le gouvernement ne s'attendait pas à une telle réaction de la part du peuple parisien et se retrouve d'autant plus en mauvaise posture qu'il tente, sans succès, de battre le rappel dans les quartiers bourgeois pour rallier les bataillons de la Garde encore acquis à l'ordre. Seuls 500 à 600 hommes répondent à cet appel, bien loin des nombreux renforts attendus par Thiers. Peu après midi, les Fédérés occupent la place de la Bastille, abandonnée par les soldats. Le général Vinoy donne l'ordre aux troupes restées fidèles de se replier vers le Champ-de-Mars.

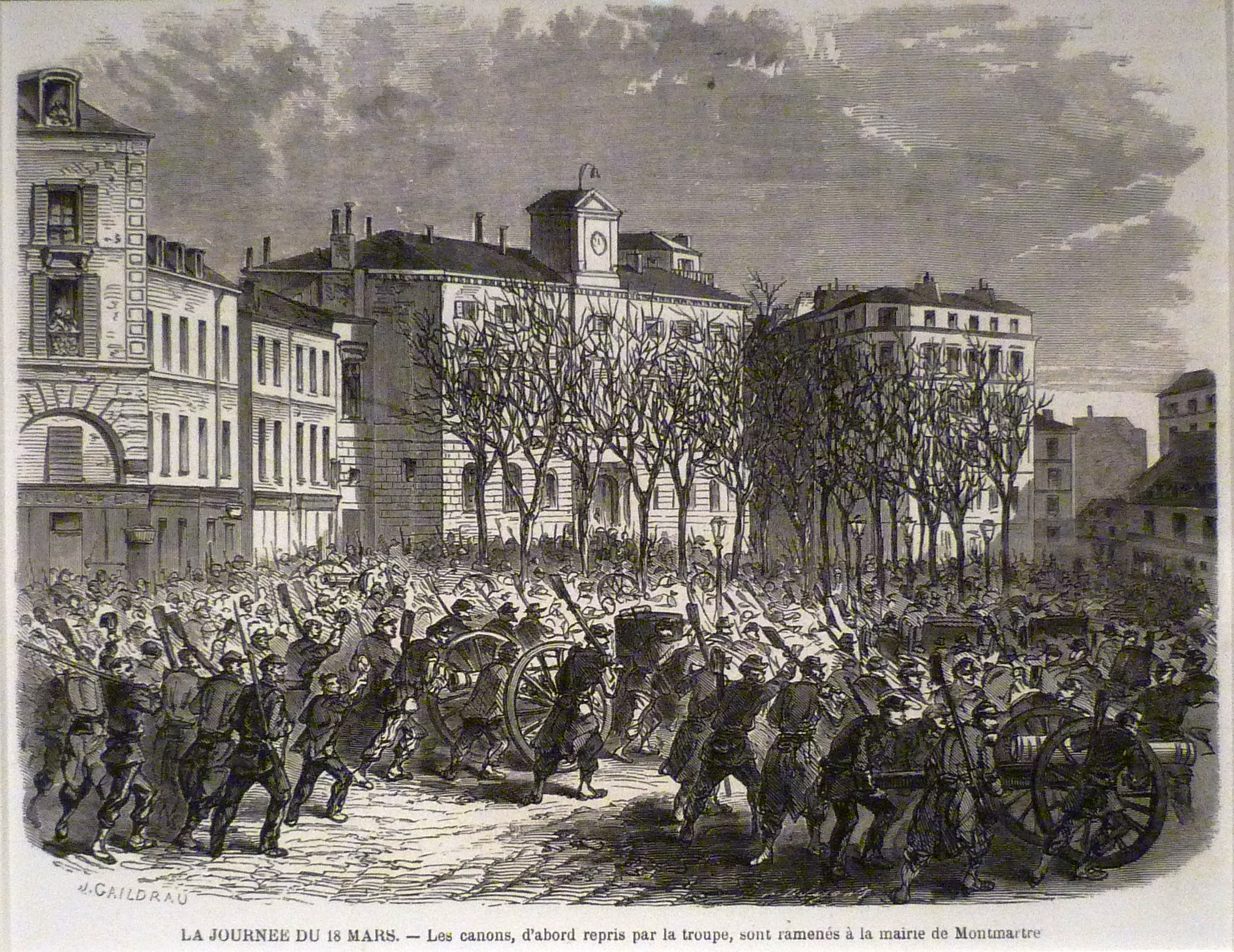
Arrivée devant la mairie du 18e arrondissement des canons repris à l'armée par les Gardes nationaux.
Gravure de J. Gaildrau pour L'Illustration du 25 mars 1871.

Autour de Montmartre, les gardes nationaux s'activent pour se protéger d'un retour de l'armée et occupent alors des points stratégiques comme le boulevard Ornano, la rue Myrha, la rue Marcadet, la rue Doudeauville et la place Saint-Pierre, tandis que des barrages sont mis en place sur les boulevards extérieurs (Clichy, Rochechouart et la Chapelle). Des barricades sont érigées à la hâte au carrefour des rues Lepic, des Abbesses et des Dames, place Blanche, au débouché des rues Blanche et Fontaine, autour du moulin de la Galette et de la tour Solférino, place des Abbesses, rue des Martyrs, rue Gabrielle ou encore rue Germain-Pilon.
Dans la matinée, les opérations de la garde nationale demeurent strictement défensives et les rares initiatives sont dues à l'action spontanée de quelques chefs de légion comme Gabriel Ranvier, Émile Eudes ou Henri Mortier. Chaque quartier combat pour soi et les mouvements ne sont pas coordonnés. Quelques membres du Comité central de la Garde nationale se rassemblent peu à peu dans une école de la rue Basfroi pour organiser la riposte, mais la coordination est encore toute relative.

### Après-midi

#### Victoire des Fédérés et fuite du gouvernement

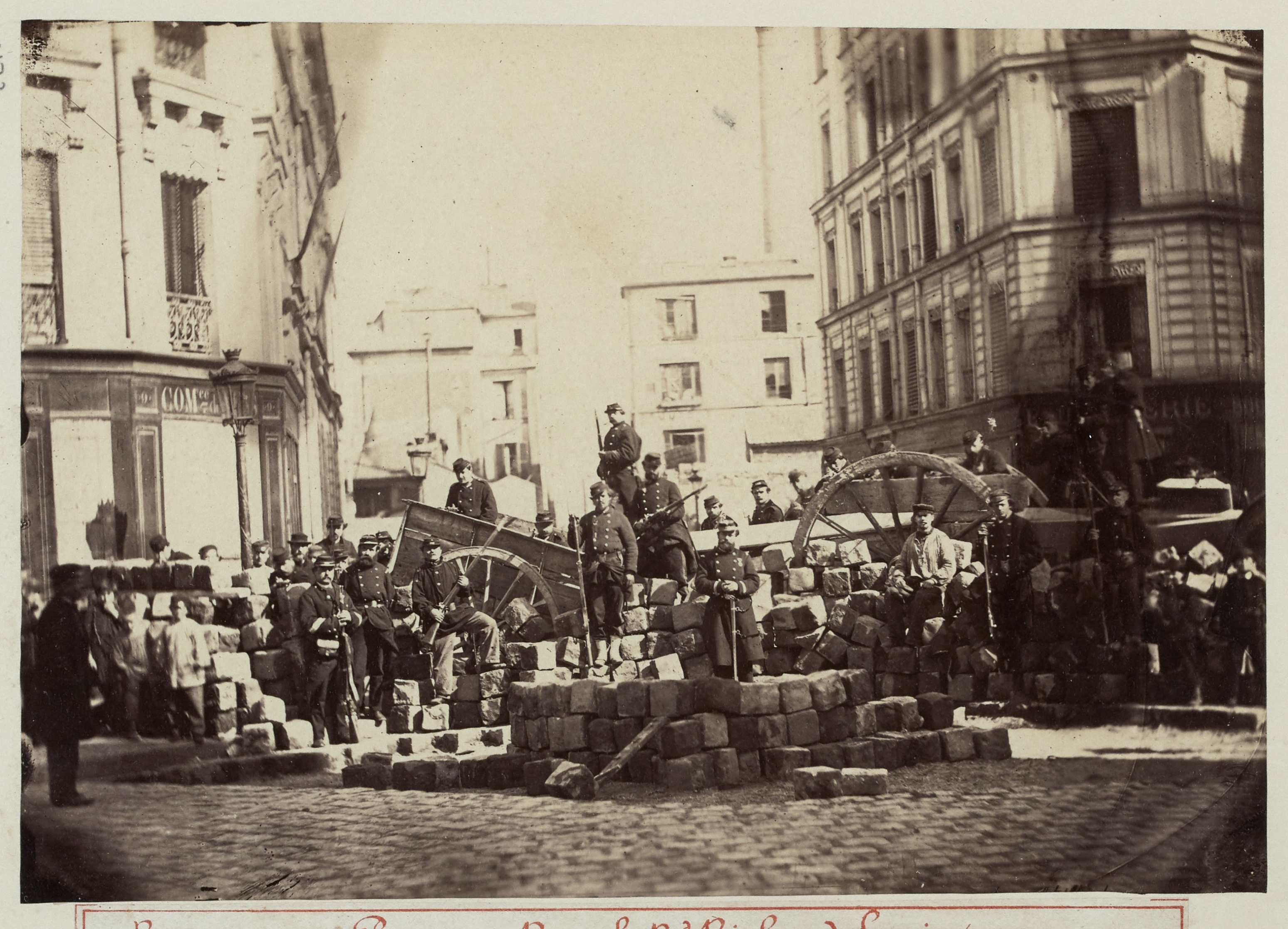
Barricade sur le boulevard Richard-Lenoir, le 18 mars 1871.

En début d'après-midi, sur la rive gauche, le blanquiste Émile-Victor Duval mène une contre-attaque sans attendre les ordres du Comité central. À la tête de quatre bataillons de la 13e légion, il occupe en moins de trois heures le Quartier latin et s'empare de la poudrière du Panthéon, avant de se rendre maître du 5e arrondissement. Il marque ensuite une pause dans sa progression et ne passe les ponts que dans la soirée pour prendre la préfecture de police. Dans le 14e arrondissement, la reconquête populaire s'achève vers 16 h 30 avec l'occupation de la mairie, place de Montrouge. L'armée régulière retire finalement l'ensemble de ses troupes de la rive gauche, par crainte d'une fraternisation générale.
Sur la rive droite, les fédérés s'emparent de la caserne des Minimes, de l'Imprimerie nationale et de la caserne du Château-d'Eau. La panique gagne le ministère des Affaires étrangères au quai d'Orsay, où siège le gouvernement. Sur les conseils des généraux Vinoy et Le Flô, et en dépit de l'avis de ses ministres civils, Jules Favre et Jules Simon, et du préfet de la Seine Jules Ferry, Adolphe Thiers décide dès 16 h de quitter la capitale pour se réfugier à Versailles. Il ordonne dans le même temps l'évacuation des troupes.
En fin d'après-midi, la prise de l'Hôtel de Ville, symbole politique fort, devient l'objectif des différents groupes de Fédérés. Deux bataillons commandés par Paul Antoine Brunel et Maxime Lisbonne descendent du 10e arrondissement vers la place de l'Hôtel-de-Ville en suivant la rue du Temple. Ils sont rejoints vers 21 h 30 par une colonne de cinq bataillons bellevillois aux ordres de Gabriel Ranvier et par des gardes nationaux du 11e arrondissement.
Par ailleurs, l'ordre de s'emparer de l'état-major de la Garde nationale, place Vendôme, avait été donné par le Comité central aux bataillons des 17e et 18e arrondissement dès le début d'après-midi, mais ce n'est qu'à 18 h qu'une colonne de 1 500 à 2 000 hommes se met en marche. La place est occupée vers 20 h 30, en même temps que le ministère de la Justice.
À 21 h 55, malgré la résistance de Jules Ferry, dernier représentant du gouvernement à Paris, l'ordre d'évacuation de l'Hôtel de Ville est donné et les fédérés prennent possession du lieu quelques minutes plus tard. Le Comité central de la Garde nationale s'y installe vers minuit.

#### Exécutions des généraux Lecomte et Clément-Thomas

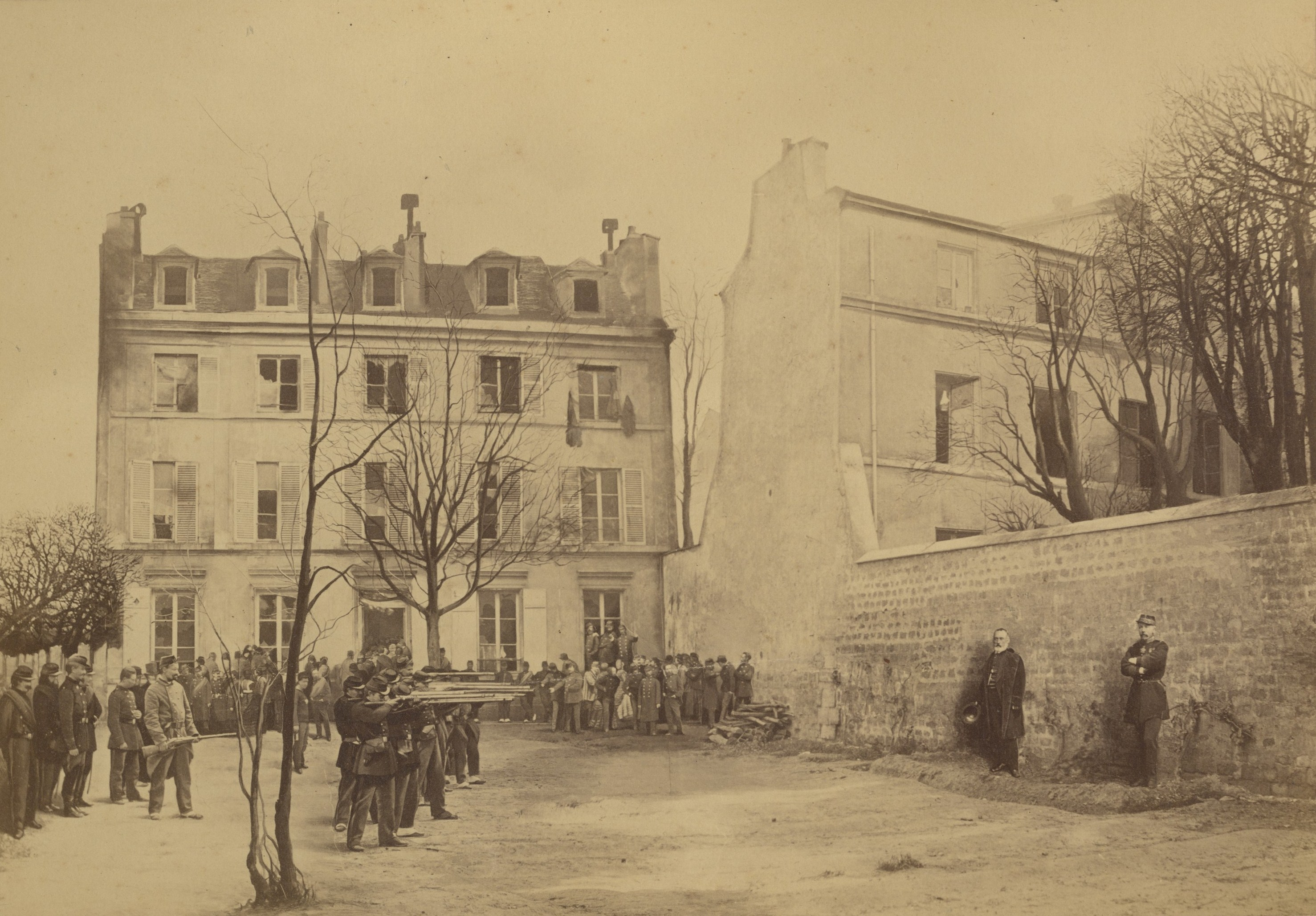
Les généraux Lecomte et Clément-Thomas devant le peloton d'exécution.
Photomontage d'Ernest-Charles Appert issu de son album de propagande Crimes de la Commune.

Dans l'après-midi, le général Lecomte, détenu depuis plusieurs heures au Château-Rouge, demande à comparaître devant le Comité central. Il est finalement transféré avec ses officiers au no 6 de la rue des Rosiers, siège du comité local des gardes nationaux. Une foule menaçante tente de s'en prendre à lui, avant d'être calmée par l'intervention d'Armand Herpin-Lacroix, commandant du 87e bataillon fédéré,, mais les tensions s'avivent après l'arrivée du général Clément-Thomas, l'ancien commandant de la Garde nationale et l'un des responsables de la répression du soulèvement de juin 1848, reconnu en civil sur le boulevard de Clichy,.
Malgré l'intervention de Georges Clemenceau, maire du 18e arrondissement, les deux hommes sont exécutés sommairement,.

## Conséquences du soulèvement

### Instauration de la Commune de Paris
Après la journée du 18 mars, les Fédérés contrôlent la plus grande partie de la capitale et occupent les principaux lieux du pouvoir abandonnés par le gouvernement en fuite. Ils occupent également les grandes casernes de la villes ainsi que six mairies sur vingt (5e, 13e, 14e, 15e, 19e et 20e arrondissements), alors que cinq autres mairies ont été occupées temporairement au cours de la journée puis évacuées (3e, 4e, 10e, 11e et 18e arrondissements). Par ailleurs, la journée du 18 mars ne marque que le début du processus révolutionnaire qui se prolonge jusqu'au 26 mars et doit conduire à l'installation définitive de la Commune, une période que l'historien Jacques Rougerie qualifie de « semaine de l'incertitude ».

Eugène Varlin. Portrait par Félix Vallotton paru dans La Revue blanche en 1897.

Dès sa prise de fonction, et parce qu'il estime que sa compétence se limite à la représentation et à la défense de la Garde nationale, le Comité central annonce la tenue d'élections municipales, fixées dans un premier temps au 22 mars mais finalement organisées le 26. En attendant, il nomme plusieurs de ses membres à la tête des différents secteurs de l'administration municipale : François Jourde et Eugène Varlin sont nommés aux Finances, Victor Grêlier et Édouard Vaillant à l'Intérieur, Lucien Combatz à la direction du Télégraphe, Édouard Moreau de Beauvière à la tête de l'Imprimerie nationale et du Journal officiel, Émile-Victor Duval et Raoul Rigault à la préfecture de Police, tandis que Jules Bergeret est nommé commandant de la place et Adolphe Assi gouverneur de l'hôtel de ville. Par ailleurs, le Comité central adopte rapidement une série de mesures urgentes ou symboliques : occupation des édifices publics et des lieux du pouvoir, levée de l'état de siège dans le département de la Seine, libération des prisonniers politiques, rétablissement de la liberté de la presse, suspension de la vente des objets déposés au Mont-de-piété, prorogation des échéances de loyers ou encore interdiction d'expulsion des locataires. Il refuse cependant de marcher sur Versailles où s'est réfugié le gouvernement, par crainte de déclencher une guerre civile.
Pendant plusieurs jours, le Comité central cherche à contrôler l'ensemble de la ville alors que certains quartiers bourgeois sont défendus par des bataillons de gardes nationaux favorables à l'ordre versaillais et, pour faire avancer ses vues, il négocie étroitement avec les élus de la capitale (maires, adjoints et députés), à qui le ministre de l'Intérieur Ernest Picard a confié provisoirement l'administration de la ville par décret et qui jouent finalement le rôle de médiateurs entre les deux autorités. Après les élections, le conseil de la Commune est installé le 28 mars.

### Reconquête de Paris par les Versaillais

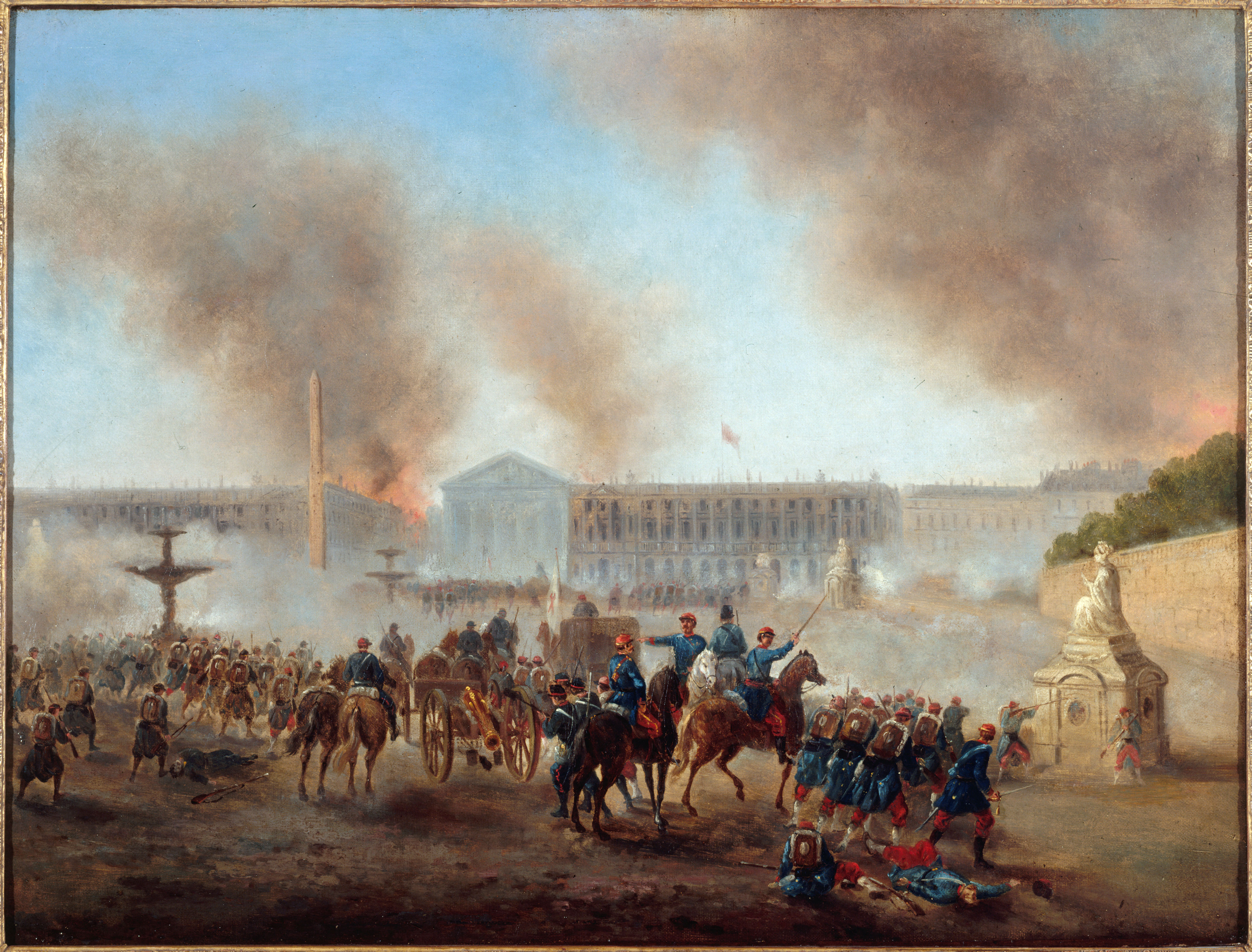
Épisode de la Commune, place de la Concorde, tableau de Gustave Boulanger (1871) qui évoque les combats de la Semaine sanglante.

Malgré les tentatives de négociations menées par les élus parisiens (maires et députés démissionnaires réunis au sein de la Ligue d'Union républicaine pour la défense des Droits de Paris), la rupture entre le gouvernement légal et les insurgés parisiens est consommée.
La réaction versaillaise ne se fait pas attendre et le gouvernement entreprend de réorganiser l'armée régulière avant de marcher sur la capitale. Le fort du Mont-Valérien est occupé dès le 21 mars et les Versaillais repoussent les Fédérés qui marchent sur Versailles les 3 et 4 avril. Les bombardements s'intensifient et le 21 mai, l'armée régulière entre dans Paris : c'est le début de la Semaine sanglante au cours de laquelle l'insurrection est massacrée,.

### La Commune en province
L'une des premières décisions du Comité central au lendemain du 18 mars est d'envoyer des émissaires dans les grandes villes françaises pour les inviter à rejoindre l'élan donné par le peuple parisien tout en rassurant l'opinion. La commission des Relations extérieures confiée à Paschal Grousset le 29 mars, après l'installation du conseil de la Commune, est créée en ce sens.
À la suite du soulèvement parisien, d'autres communes insurrectionnelles apparaissent dans les semaines qui suivent, notamment à Marseille, Narbonne, Saint-Étienne, Le Creusot, Toulouse, Perpignan, Grenoble, Bordeaux, Nîmes ou encore Besançon, mais ces mouvements communalistes sont eux aussi éphémères et s'effectuent « avec une chronologie et des modalités presque toujours différentes des événements parisiens et en fonction de spécificités locales qui doivent être examinées au cas par cas », selon l'historien Michel Cordillot, pour qui des facteurs comme le tissu économique local, les traditions politiques, la présence de personnalités ou d'organisation susceptibles de dynamiser et d'encadrer l'insurrection doivent être pris en compte.
Si le soulèvement parisien donne le signal de plusieurs épisodes de violences urbaines partout en France, parfois alimentés par des émissaires dépêchés par les insurgés parisiens, il ressort que dans leur majorité, les républicains provinciaux se contentent « de défendre une République démocratique, quitte à laisser de côté pour plus tard le volet social cher aux Parisiens ».

## Regards contemporains

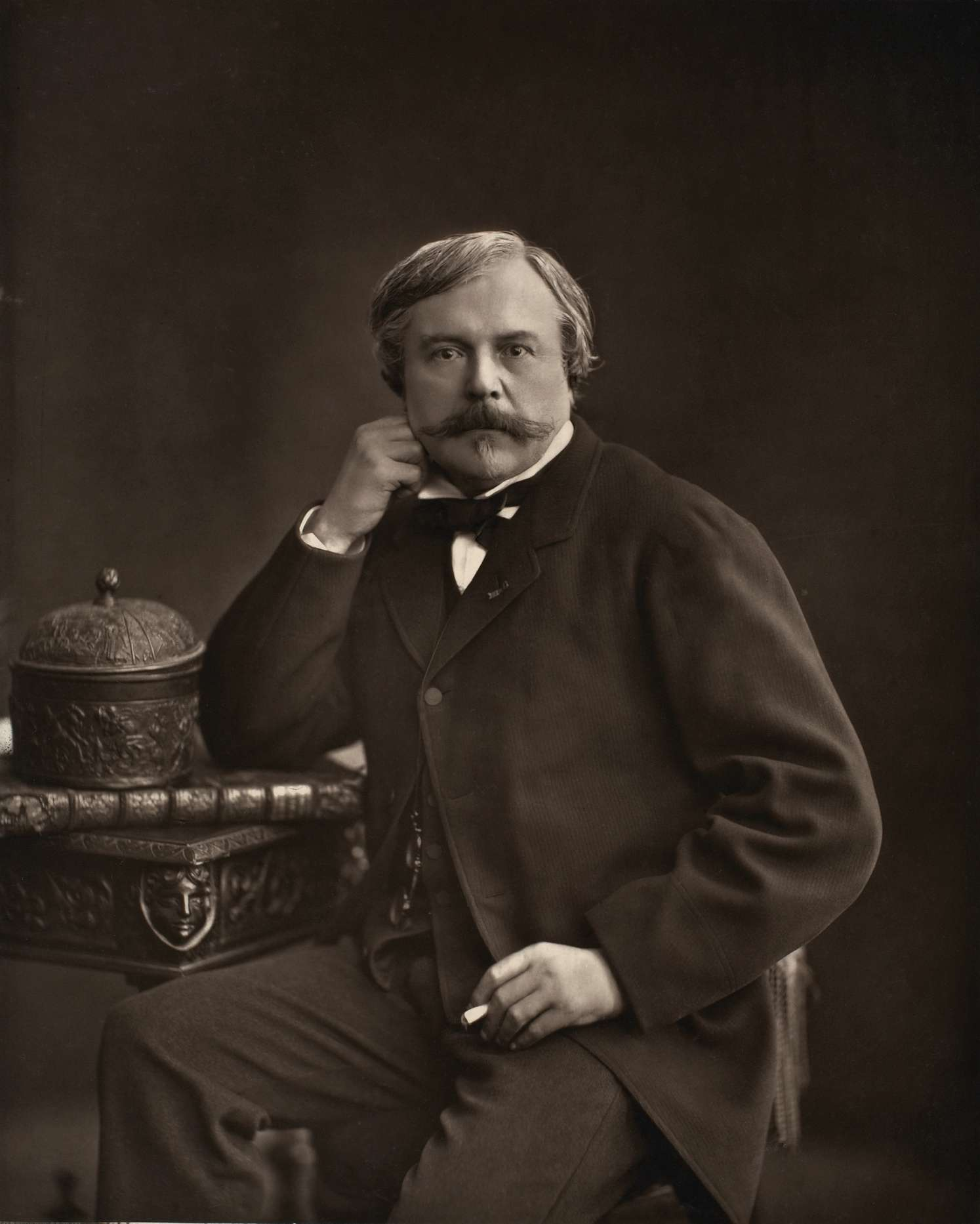
Edmond de Goncourt (ici photographié par Nadar) est l'un des écrivains les plus hostiles à la Commune.

Comme l'affirme Paul Lidsky, qui a étudié les réactions des grands écrivains de l'époque sur les événements de la Commune, la condamnation du soulèvement du 18 mars est unanime. Dans les mois qui précèdent, nombreux sont ceux qui évoquent les premiers signes d'une guerre civile dans leur correspondance ou leur journal personnel, tels Edmond de Goncourt, Gustave Flaubert et Théophile Gautier. Ce dernier refuse d'y voir une lutte politique et sociale et préfère dénoncer l'œuvre de brigands et de barbares ayant prémédité l'insurrection depuis longtemps en profitant de l'excitation de la population parisienne provoquée par le siège et la capitulation : 

« Il y a sous toutes les grandes villes des fosses aux lions, des cavernes fermées d'épais barreaux où l'on parque les bêtes fauves, les bêtes puantes, les bêtes venimeuses, toutes les perversités réfractaires que la civilisation n'a pu apprivoiser, ceux qui aiment le sang, ceux que l'incendie amuse comme un feu d'artifice, ceux que le vol délecte, ceux pour qui l'attentat à la pudeur représente l'amour, tous les monstres du cœur, tous les difformes de l'âme ; population immonde, inconnue au jour, et qui grouille sinistrement dans les profondeurs des ténèbres souterraines. Un jour, il advient ceci que le belluaire distrait oublie ses clefs aux portes de la ménagerie, et les animaux féroces se répandent par la ville épouvantée avec des hurlements sauvages. Des cages ouvertes, s'élancent les hyènes de 93 et les gorilles de la Commune. »

À l'inverse des grands écrivains, le mouvement socialiste cherche dès les premières années qui suivent l'insurrection à entretenir une mémoire positive de la Commune. Ainsi, c'est avant tout le soulèvement du 18 mars qui est mis en avant, le succès populaire de la révolte et la prise du pouvoir débouchant sur des élections au suffrage universel comptant plus que les massacres de la Semaine sanglante dans une perspective commémorative. Ce n'est qu'à partir des années 1880 que la logique est inversée, les forces de gauche comme les anciens communards s'attachant alors à mettre en avant le sacrifice des leurs pour les transformer en martyrs d'une cause profondément républicaine.

## Regards des historiens
Pour l'historien Michel Cordillot, le soulèvement populaire du 18 mars ne peut être qualifié d'insurrection puisque c'est directement Adolphe Thiers qui en porte la responsabilité : « c'est l'opération gouvernementale qui a déclenché une réaction en chaîne et non un ordre donné par un quelconque état-major révolutionnaire ».

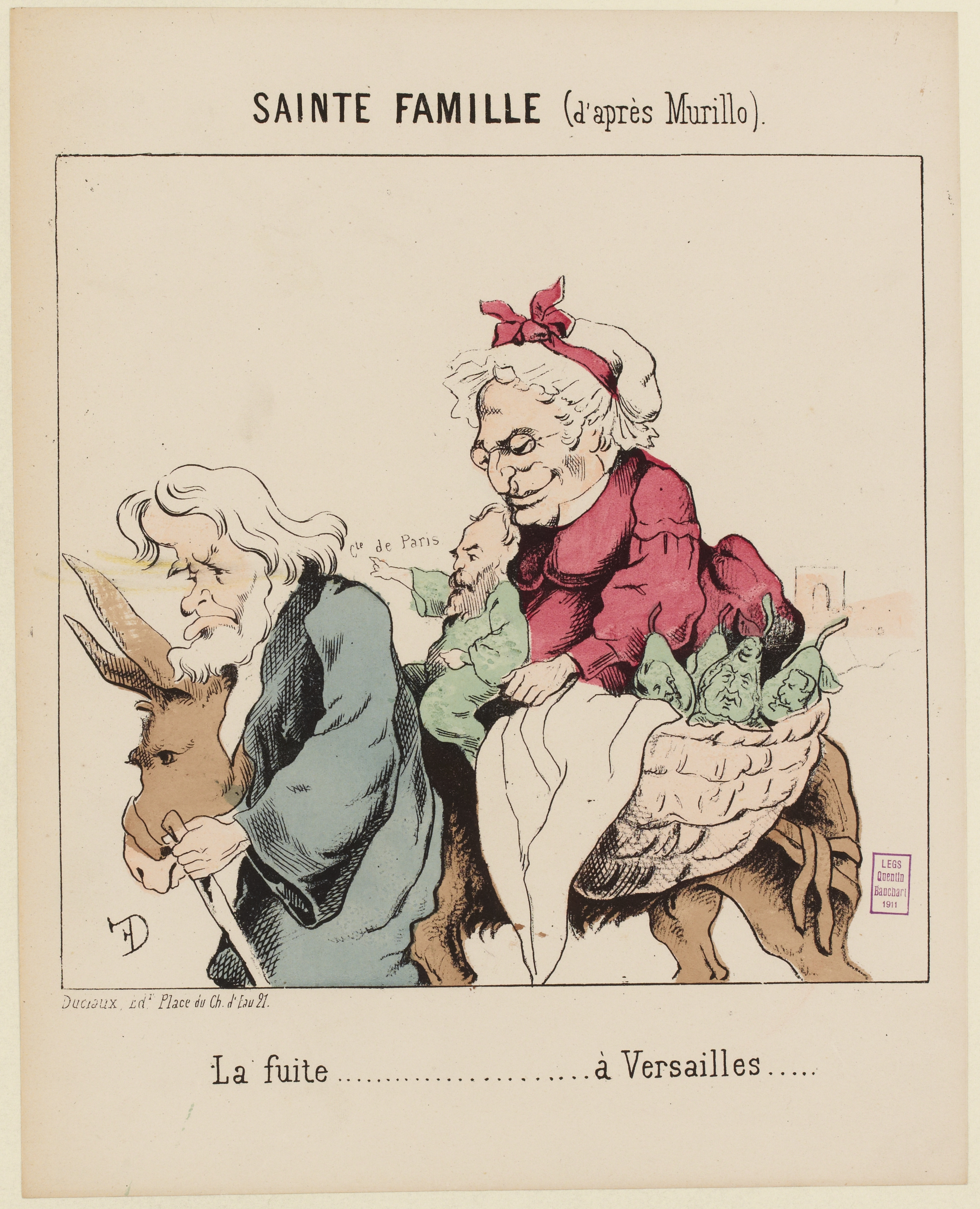
« La Sainte Famille » : Thiers, Favre et le comte de Paris, prétendant au trône, fuyant à Versailles.
Caricature de Charles de Frondat.

Jean-Pierre Azéma et Michel Winock vont plus loin en faisant de Thiers le responsable non seulement de l'émeute mais également de l'échec des troupes régulières. D'après ces deux historiens, le chef du pouvoir exécutif a commis au moins deux erreurs : d'une part, ne pas avoir anticipé la réaction et l'élan spontané du peuple et des gardes nationaux des quartiers populaires, d'autre part d'avoir pris la fuite trop tôt alors que l'Hôtel de Ville n'est finalement occupé par les Fédérés qu'en fin de soirée. Ils estiment que l'opération avait été mal préparée, voire retardée à dessein, dans la mesure où Thiers espérait tirer profit de l'insurrection pour éteindre définitivement l'opposition parisienne et rétablir l'autorité de son gouvernement sur la capitale.
Par conséquent, Jean-Pierre Azéma et Michel Winock portent un jugement sévère sur son action : ils l'accusent notamment de « couardise » et considèrent que « par défaut de sang-froid ou par volonté de risquer une guerre civile pour écraser mieux l'émeute, peut-être pour les deux raisons à la fois, il fuit à un moment où tout n'était pas joué ».
Bien que l'initiative émane du gouvernement, celui-ci s'attache aussitôt à discréditer les communards en dénonçant leur prétendue barbarie : à ce titre, l'exécution des généraux Lecomte et Clément-Thomas est un « beau prétexte » selon Jean-Pierre Azéma et Michel Winock : « Il est pourtant évident que le double meurtre de la rue des Rosiers a été commis par une foule emportée et des soldats pleins de rancœur, dans un mouvement parfaitement incontrôlé ; que ceux qui allaient bientôt devenir les chefs de l'insurrection n'en portent pas la responsabilité ; qu'au contraire les officiers de la Garde nationale présents ont fait de leur mieux pour éviter le pire ». Le traitement de l'évènement par le photographe Ernest-Charles Appert est significatif des manœuvres de propagande du gouvernement légal : le photomontage qu'il réalise pour son album Crimes de la Commune montre les deux généraux côte à côte et laisse à penser qu'il s'agissait d'une exécution conjointe menée par un peloton organisé et donc sur l'ordre des gardes nationaux, alors que les deux hommes ont été abattus l'un après l'autre, de façon sommaire et par la foule en colère,.